# Cantón de Cancon
El cantón de Cancon era una división administrativa francesa, que estaba situada en el departamento de Lot y Garona y la región de Aquitania.

## Composición
El cantón estaba formado por diez comunas:
- Beaugas
- Boudy-de-Beauregard
- Cancon
- Casseneuil
- Castelnaud-de-Gratecambe
- Monbahus
- Monviel
- Moulinet
- Pailloles
- Saint-Maurice-de-Lestapel

## Supresión del cantón de Cancon
En aplicación del Decreto núm. 2014-257 de 26 de febrero de 2014, el cantón de Cancon fue suprimido el 22 de marzo de 2015 y sus 10 comunas pasaron a formar parte del nuevo cantón de Alto de Agen Périgord.